# Culture Club
A Culture Club egy angol new wave együttes Londonból. Az együttest 1981-ben alapította Boy George. Egyik legnagyobb sikert hozó albumuk az 1983-ban megjelent Colour by Numbers, amely szerepel az 1001 lemez, amit hallanod kell, mielőtt meghalsz című könyvben. Legismertebb daluk a "Karma Chameleon".

## Diszkográfia
- Kissing to Be Clever (1982)
- Colour by Numbers (1983)
- Waking Up with the House on Fire (1984)
- From Luxury to Heartache (1986)
- Don't Mind If I Do (1999)
- Life (2018)

## Fordítás
- Ez a szócikk részben vagy egészben  a   Culture Club című angol Wikipédia-szócikk fordításán alapul.  Az eredeti cikk szerkesztőit annak laptörténete sorolja fel. Ez a jelzés csupán a megfogalmazás eredetét és a szerzői jogokat jelzi, nem szolgál a cikkben szereplő információk forrásmegjelöléseként.